# Macunahyphes pemonensis
Macunahyphes pemonensis is een haft uit de familie Leptohyphidae. De wetenschappelijke naam van de soort is voor het eerst geldig gepubliceerd in 2011 door Molineri, Grillet, Nieto, Domínguez, & Guerrero.